# Welsh Cup 2018-2019
La Coppa del Galles 2018-2019 è stata la 132ª edizione della manifestazione. La competizione è iniziata il 17 agosto 2018 con i primi due turni di qualificazione e si è conclusa il 5 maggio 2019 con la finale, che ha visto vincere il The New Saints al suo settimo titolo. Il Connah's Q.N. era la squadra campione in carica.

## Primo turno
| Squadra 1          | Risultato       | Squadra 2            |
| ------------------ | --------------- | -------------------- |
| 19 ottobre 2018    |                 |                      |
| Cefn Albion        | 7 – 1           | Dolgellau Athletic   |
| Penlan Club        | 0 – 1           | Goytre Utd           |
| Llandudno Albion   | 3 – 4 (dts)     | St. Asaph            |
| 20 ottobre 2018    |                 |                      |
| Briton Ferry       | 1 – 0           | Caerau (Ely)         |
| Bangor City        | 4 – 2           | Mold Alexandra       |
| Berriew            | 2 – 2 (5-4 dtr) | Penrhyncoch          |
| Buckley Town       | 3 – 1           | Brymbo               |
| Caersws            | 3 – 2 (dts)     | Holywell Town        |
| Cambrian & Clydach | 5 – 0           | Port Talbot Town     |
| Coedpoeth Utd      | 2 – 3           | Ruthin Town          |
| Conwy Borough      | 1 – 2           | Rhyl                 |
| Cwmamman Utd       | 4 – 0           | Dinas Powys          |
| Cwmbran Celtic     | 3 – 0           | Ammanford            |
| Cwmbran Town       | 3 – 2           | Afan Lido            |
| Denbigh Town       | 9 – 3           | Holyhead Town        |
| Garden Village     | 1 – 2           | Blaenrhondda         |
| Gresford Athletic  | 4 – 3 (dts)     | Brickfield Rangers   |
| Guilsfield         | 2 – 0           | Rhostyllen           |
| Hawarden Rangers   | 2 – 3           | Llanfair United      |
| Holyhead Hotspur   | 4 – 2           | Corwen               |
| Llandrindod Wells  | 1 – 1 (3-4 dtr) | Aberbargoed Buds     |
| Llangefni Town     | 2 – 0           | Borth                |
| Llanidloes Town    | 1 – 2           | Pontypridd           |
| Llanrhaeadr        | 1 – 2           | Flint Town Utd       |
| Llay Welfare       | 2 – 0           | Rhydymwyn            |
| Panteg             | 1 – 3           | Penybont             |
| Penycae            | 0 – 4           | Airbus UK Broughton  |
| Pontyclun          | 3 – 1           | Llantwit Major       |
| Prestatyn Town     | 5 – 1           | New Brighton Villa   |
| Pwllheli           | 0 – 3           | Porthmadog           |
| Radnor             | 1 – 2           | Goytre               |
| STM Sports         | 1 – 2           | Haverfordwest County |
| Sully Sports       | 3 – 1           | Brecon               |
| Ton Pentre         | 3 – 1           | Pencoed Athletic     |
| Trefelin           | 1 – 2           | Swansea University   |
| Treharris          | 3 – 2           | Cornelly             |
| Undy Athletic      | 3 – 4           | Monmouth Town        |
| West End           | 0 – 6           | Caldicot Town        |
| Ynysddu            | 2 – 1           | Taff's Well          |
| Llandudno Amateurs | 2 – 4 (dts)     | Nantlle Vale         |

## Secondo turno
| Squadra 1            | Risultato | Squadra 2          |
| -------------------- | --------- | ------------------ |
| 9 novembre 2018      |           |                    |
| Caldicot Town        | 2 – 3     | Cambrian & Clydach |
| 10 novembre 2018     |           |                    |
| Cwmbran Town         | 1 – 2     | Ton Pentre         |
| Llanfair United      | 1 – 4     | Porthmadog         |
| Monmouth Town        | 1 – 3     | Ynysddu            |
| Sully Sports         | 1 – 3     | Cwmbran Celtic     |
| Airbus UK Broughton  | 9 – 1     | Llay Welfare       |
| Bangor City          | 6 – 1     | Cefn Albion        |
| Buckley Town         | 1 – 3     | Denbigh Town       |
| Flint Town Utd       | 3 – 2     | Gresford Athletic  |
| Goytre Utd           | 1 – 0     | Pontyclun          |
| Guilsfield           | 4 – 3     | Nantlle Vale       |
| Haverfordwest County | 4 – 3     | Swansea University |
| Holyhead Hotspur     | 3 – 1     | Ruthin Town        |
| Llangefni Town       | 5 – 1     | St. Asaph          |
| Pontypridd           | 6 – 3     | Goytre             |
| Prestatyn Town       | 6 – 3     | Berriew            |
| Rhyl                 | 3 – 1     | Caersws            |
| Treharris            | 3 – 4     | Briton Ferry       |
| 17 novembre 2018     |           |                    |
| Aberbargoed Buds     | 0 – 2     | Penybont           |
| Cwmamman Utd         | 2 – 1     | Blaenrhondda       |

## Terzo turno
| Squadra 1            | Risultato       | Squadra 2                       |
| -------------------- | --------------- | ------------------------------- |
| 7 dicembre 2018      |                 |                                 |
| Bangor City          | 4 – 1           | Holyhead Hotspur                |
| Barry Town           | 4 – 1 (dts)     | Penybont                        |
| Prestatyn Town       | 0 – 3           | Caernarfon Town                 |
| 8 dicembre 2018      |                 |                                 |
| Cwmamman Utd         | 3 – 4           | Aberystwyth Town                |
| Cwmbran Celtic       | 0 – 3           | The New Saints                  |
| Airbus UK Broughton  | 1 – 1 (4-2 dtr) | Porthmadog                      |
| Briton Ferry         | 2 – 3           | Llandudno                       |
| Denbigh Town         | 1 – 2           | Cambrian & Clydach              |
| Goytre Utd           | 0 – 3           | Carmarthen Town                 |
| Guilsfield           | 2 – 4 (dts)     | GAP Connah's Quay               |
| Haverfordwest County | 3 – 0           | Pontypridd                      |
| Llangefni Town       | 1 – 0           | Llanelli Town                   |
| Newtown              | 1 – 2           | Rhyl                            |
| Ton Pentre           | 1 – 4           | Cardiff Metropolitan University |
| Ynysddu              | 1 – 3           | Cefn Druids                     |
| 11 dicembre 2018     |                 |                                 |
| Flint Town Utd       | 0 – 3           | Bala Town                       |

## Quarto turno
| Squadra 1            | Risultato       | Squadra 2                       |
| -------------------- | --------------- | ------------------------------- |
| 26 gennaio 2019      |                 |                                 |
| Aberystwyth Town     | 1 – 3           | Cardiff Metropolitan University |
| Airbus UK Broughton  | 2 – 5           | The New Saints                  |
| Barry Town           | 3 – 2           | Cefn Druids                     |
| Cambrian & Clydach   | 2 – 2 (3-1 dtr) | Rhyl                            |
| Carmarthen Town      | 1 – 3           | GAP Connah's Quay               |
| Haverfordwest County | 0 – 4 (dts)     | Bala Town                       |
| Llangefni Town       | 1 – 3           | Llandudno                       |
| Bangor City          | 1 – 2           | Caernarfon Town                 |

## Quarti di finale
| Squadra 1       | Risultato   | Squadra 2                       |
| --------------- | ----------- | ------------------------------- |
| 1º marzo 2019   |             |                                 |
| Caernarfon Town | 1 – 2       | GAP Connah's Quay               |
| 2 marzo 2019    |             |                                 |
| Bala Town       | 0 – 1 (dts) | Cardiff Metropolitan University |
| Llandudno       | 1 – 8       | The New Saints                  |
| Barry Town      | 3 – 2       | Cambrian & Clydach              |

## Semifinali
| Squadra 1                       | Risultato | Squadra 2         |
| ------------------------------- | --------- | ----------------- |
| 30 marzo 2019                   |           |                   |
| The New Saints                  | 2 – 0     | Barry Town        |
| 31 marzo 2019                   |           |                   |
| Cardiff Metropolitan University | 0 – 3     | GAP Connah's Quay |

## Finale
| Arbitro: | Morgan |

|  |           |                            |
|  | Marcatori | 7’ Draper 33’, 62’ Brobbel |